# Bitwa o Aragonię
Bitwa o Aragonię (lub odwrót aragoński) – kampania stoczona podczas hiszpańskiej wojny domowej, która rozpoczęła się tuż po wygranej przez frankistów bitwie o Teruel. Ofensywa wojsk frankistowskich wspierana przez siły włoskie i lotnictwo niemieckie, która trwała od 7 marca do 19 kwietnia 1938, rozbiła siły republikańskie i doprowadziła do zajęcia przez nacjonalistów całej Aragonii oraz części Katalonii i Lewantu.

## Tło sytuacyjne
Bitwa o Teruel na przełomie 1937 i 1938 roku wyczerpała zasoby materialne armii republikańskiej i wytraciła najbardziej doświadczonych, republikańskich żołnierzy. Spowolnienie dostaw z ZSRR zwiększyło trudności rządu republikańskiego, którego przemysł zbrojeniowy w Katalonii był już nadmiernie obciążony. W tym samym czasie gen. Francisco Franco skoncentrował większość sił nacjonalistycznych na wschodzie i przygotowywał się do marszu przez Aragonię do Katalonii i Lewantu. Frankiści byli w stanie skoncentrować 100 000 żołnierzy pomiędzy Saragossą a Teruelem włącznie ze swoimi najlepszymi jednostkami. Chociaż armia frankistów była mniej liczna od sił republikańskich, nacjonaliści byli lepiej wyposażeni i mieli prawie 950 samolotów, 200 czołgów oraz tysiące ciężarówek. Oprócz pomocy zagranicznej ze strony nazistowskich Niemiec i faszystowskich Włoch, Franco na tym etapie wojny miał przewagę w postaci kontrolowania sprawnie zarządzanych gałęzi przemysłu w Kraju Basków.

## Siły stron

### Frankiści
Armią atakujących dowodził gen. Fidel Dávila Arrondo, a jego zastępcą był gen. Juan Vigón. Generałowie José Solchaga, José Moscardó, Antonio Aranda i Juan Yagüe dowodzili korpusami armijnymi u boku włoskiego generała Mario Bertiego. Główną siłę stanowili rezerwiści dowodzeni przez Francisco Garcíę-Escámeza i Rafaela Garcíę Valiño. Geb. José Enrique Varela z Armią Kastylii miał stać w gotowości, osłaniając skrzydła głównych sił ofensywnych. Niemiecki Legion Condor również był gotowy udzielić wsparcia z powietrza. Płk Wilhelm von Thoma, jego dowódca, przekonał Franco, aby ten skoncentrował swoje czołgi, zamiast rozparcelowywać je po całych atakujących siłach.

### Republikanie
Z powodu strat materialnych poniesionych w bitwie pod Teruel, połowa wojsk republikańskich nie miała nawet karabinów, a ponieważ najlepsze wojska zostały wycofane w celu ponownego uzbrojenia, obrońcy linii frontu nie mieli doświadczenia bojowego. Republika nie mogła uzupełnić utraconego sprzętu, ponieważ pomoc radziecka przestawała napływać. Zasadniczo armia republikańska była zaskoczona atakiem frankistów. Nacjonaliści przerzucili swoje siły znacznie szybciej, niż republikański sztab generalny uważał to za możliwe. Mimo ostrzeżenia szpiegów, republikańscy generałowie byli przekonani, że frankiści wznowią ofensywę w Guadalajarze. Innym błędem popełnionym przez republikańskie dowództwo wojskowe było założenie, że nacjonaliści byli równie zmęczeni i wyczerpani, jak republikanie.

## Początek ofensywy
Atak frankistów rozpoczął się 7 marca 1938 r., poprzedzony ciężkim ostrzałem artyleryjskim i bombardowaniem z powietrza. O godz. 6:30 trzy armie nacjonalistów zaatakowały linię obronną republikanów rozciągającą się pomiędzy rzeką Ebro a Vivel del Río. Północne ramię ataku poprowadziła elitarna Armia Afryki gen. Yagüe, wspierana przez Legion Condor i czterdzieści siedem baterii artyleryjskich. Nacjonaliści przełamali front w kilku miejscach już pierwszego dnia bitwy. Gen. Yagüe ruszył prawym brzegiem rzeki Ebro, przecinając wszystkie linie umocnień. Gen. Solchaga zdobył Belchite 10 marca, a XV Brygada Międzynarodowa, złożona z ochotników amerykańskich, kanadyjskich i brytyjskich, była ostatnią jednostką, która wyszła ze zniszczonego miasta. Dowódca Batalionu Abrahama Lincolna, wchodzącego w skład tej brygady, Robert Merriman, zginął podczas odwrotu. Włosi zaatakowali Rudillę, gdzie napotkali początkowo opór, lecz następnie, prowadzeni przez elitarną dywizję Flechas Negras, przedarli się.
Siły republikańskie cofały się na całym froncie. Wielu żołnierzy i oficerów po prostu zdezerterowało, a odwrót stał się pogromem. Ponadto rozprzestrzeniające się nastroje antykomunistyczne w armii republikańskiej pogłębiły jej demoralizację. Komunistyczni dowódcy oskarżali się wzajemnie o różne przestępstwa lub zaniechanie potrzebnych działań. Żołnierze André Marty'ego i Enrique Lístera zaczęli strzelać do siebie nawzajem.

## Katastrofa wojsk republikańskich
Kiedy gen. Rojo zarządził koncentrację sił republikańskich w Caspe, Włosi zbliżali się już do Alcañiz, a republikańska klęska stała się pełna. Nawet tam, gdzie republikańskie jednostki stawiały jeszcze skuteczny opór, musiały się wycofać z powodu upadku obrony sąsiednich jednostek i zagrożenia okrążeniem. Samoloty włoskie i niemieckie miały całkowite panowanie w powietrzu; ich bombowce atakowały uciekające wojska republikańskie, korzystając z osłony nowoczesnych myśliwców. Karol Świerczewski, znany jako generał Walter, dowódca XIV Brygady Międzynarodowej, ledwo uniknął schwytania przez frankistów pod Alcañiz. W końcu, po dwóch dniach ciężkich walk, Caspe padła 17 marca pod naporem atakującej Armii Kastylii gen. Vareli. Brygada Międzynarodowa walczyła zażarcie w obronie miasta, ale została wyparta. Po ośmiu dniach ofensywy frankiści znajdowali się 112 km na wschód od pozycji wyjściowych. Pierwsza część ofensywy wybiła wielką dziurę w linii frontu, tworząc występ od Belchite do Caspe do Alcañiz i z powrotem do Montalbán.
Nacjonaliści zatrzymali się przed rzekami Ebro i Guadalupe, aby zreorganizować swoje wojska. Jednak już 22 marca atak rozpoczął się ponownie, tym razem w rejonie na wschód od Saragossy i Huesca. Ta część linii frontu, jaką rzeczpospolita utrzymywali nieustannie od sierpnia 1936 roku, przepadła teraz w jeden dzień. Wioski we wschodniej Aragonii, popierające Republikę, praktycznie wyludniły się przed nadejściem frankistów, a wielu ich mieszkańców zostało uchodźcami we własnym kraju. W drugiej części ofensywy nacjonaliści wzięli miasta Barbastro, Bujaraloz i Sariñena. 25 marca gen. Yagüe zajął Fragę i wkroczył do Katalonii. Zaatakował następne miasto tej prowincji, Lleidę, ale El Campesino powstrzymywał go tam przez tydzień, dając republikanom szansę na wycofanie się z cennym sprzętem. Odwrót sił republikańskich był osłaniany przez Grupę Górską płk. Durána w Maestrazgo, trudnym i górzystym obszarze południowej Aragonii.
Na północy siły republikańskie powstrzymały nacierających frankistów gen. Solchagi w Pirenejach, ale na południu frankiści w końcu przedarli się przez Maestrazgo. Prawie wszędzie oddziały republikańskie zaczęły się rozpadać. Różne frakcje zaczęły oskarżać się nawzajem o zdradę. Komuniści nie przekazywali oddziałom anarchistycznym potrzebnej amunicji. Normą stały się sądy doraźne i arbitralne egzekucje, a oficerowie byli niekiedy rozstrzeliwani na oczach swoich podwładnych. Poczucie, że kampania jest przegrana, było wśród żołnierzy i dowódców republikańskich powszechne.

## Koniec kampanii
Kampania została rozstrzygnięta przez siły powietrzne. Równiny Aragonii pozwalały na łatwe tworzenie lotnisk polowych, co umożliwiało szybkie wsparcie powietrzne tuż za przesuwającym się frontem. Samoloty strony nacjonalistycznej nieustannie nękały republikanów atakami z powietrza, zmuszając ich do opuszczania kolejnych pozycji, a przez ataki lotnictwa na wycofujące się kolumny odwrót stawał się coraz bardziej chaotyczny. Zarówno Niemcy, jak i Sowieci wyciągnęli cenną lekcję z tej kampanii na temat wykorzystania samolotów do wsparcia działań piechoty.
Lleida i Gandesa padły w kwietniu. Stu czterdziestu żołnierzy amerykańskich i brytyjskich z XV Brygady Międzynarodowej zostało jeńcami frankistów. Tego samego dnia wojska gen. Arandy po raz pierwszy ujrzały Morze Śródziemne. Na północy postęp nacjonalistów trwał dalej i do 8 kwietnia elektrownie wodne w Pirenejach, zaopatrujące w energię m.in. Barcelonę, zostały zdobyte przez frankistów. Przemysł Barcelony doznał w wyniku tego posunięcia poważnego regresu, a dla utrzymania produkcji zostały ponownie uruchomione stare zakłady parowe. Nacjonaliści mogli wtedy łatwo zająć Katalonię i Barcelonę, ale Franco podjął decyzję o uderzeniu w stronę wybrzeża. Decyzja ta okazała się strategicznym błędem, lecz była poparta uzasadnionymi przesłankami, gdyż raporty wywiadowcze sugerowały, że rozszerzenie ofensywy na dalszą część Katalonii może pociągnąć za sobą francuską interwencję. Do 15 kwietnia frankiści dotarli do Morza Śródziemnego w Vinaròs, a do 19 kwietnia kontrolowali już 64 km odcinek wybrzeża. Ta seria zwycięstw, zapoczątkowana bitwą o Teruel, zrodziła w nacjonalistach przekonanie, że wojna została już prawie wygrana.
Jednak Francuzi ponownie otworzyli granicę, a pomoc wojskowa, która została już zakupiona przez rząd republikański, lecz była przetrzymywana we Francji z powodu embarga, napłynęła ponownie do Hiszpanii i zaopatrzyła siły republikańskie. Spowolniło to postępy frankistów, gdyż republikańska obrona stała się o wiele sztywniejsza. Na razie całkowity upadek armii republikańskiej został powstrzymany i chociaż nacjonaliści kontynuowali inne ataki na północy w kierunku rzeki Segre oraz w rejonie Walencji, ofensywa aragońska została ostatecznie zakończona 19 kwietnia, gdyż opór na wybrzeżu okazał się o wiele silniejszy, niż się spodziewano.